# 尼古拉斯·格兰杰
尼古拉斯·格兰杰（英語：Nicholas Grainger，1994年10月3日—），英国女子游泳运动员，2015年世界游泳锦标赛男子4×200米自由泳接力金牌得主、2017年世界游泳锦标赛男子4×200米自由泳接力金牌得主。